# Hatrið mun sigra
«Hatrið mun sigra» (исландское произношение: [ˈhaːtrɪð ˈmʏːn ˈsɪɣra]; с исл. — «Ненависть восторжествует») — песня в исполнении исландского трио Hatari, представленная на конкурсе «Евровидение-2019» в Тель-Авиве.

## Евровидение
Песня была выбрана для представления Исландии на «Евровидении-2019» в результате победы группы Hatari в национальном отборочном конкурсе «Söngvakeppnin 2019», организованный исландской национальной службой вещания.

## Список композиций
| №  | Название           | Длительность |
| -- | ------------------ | ------------ |
| 1. | «Hatrið mun sigra» | 2:59         |

## Позиции в чартах
| Чарт                                      | Высшая позиция |
| ----------------------------------------- | -------------- |
| (RÚV)                                     | 1              |
| Шотландия (OCC Scotland)                  | 92             |
| Великобритания (OCC UK Singles Downloads) | 85             |